# Paul A. Rubens
Paul Alfred Rubens (Londres, 29 d'abril de 1875 - Falmouth, 5 de febrer de 1917) fou un compositor anglès de finals del Romanticisme
Estudià en l'escola de Winchester i e la Universitat d'Oxford, i es graduà d'advocat, però després es dedicà exclusivament a la música: escriví un gran nombre d'òperes i el llibret de la majoria d'elles. Cal citar:
- A Country Girl (1902)
- The Cingalee (1904)
- The Blue Moon (1905)
- The Dairymaids (1906)
- Lady Madcap, Miss Hook of Holland (1907)
- My Mimosa Maid (1908)
- Dear Little Denmark (1909)
- The Balkan Princess (1910)
- The Sunshine Girl 1912